# Untere Mühle (Iphofen)
Untere Mühle (amtlich Mühle (untere); früher auch Plankenmühle, Vöttingersmühle, Gößweinsmühle genannt; mainfränkisch: Gesweismühl) ist ein Gemeindeteil der Stadt Iphofen im unterfränkischen Landkreis Kitzingen. Untere Mühle liegt in der Gemarkung Hellmitzheim.

## Geografische Lage
Die Einöde liegt auf freier Flur am Kirchbach. Im Norden wird die Flur von der Bahnstrecke Fürth–Würzburg durchschnitten. Ein Anliegerweg führt unmittelbar nördlich zu einer Gemeindeverbindungsstraße, die an der Oberen Dorfmühle vorbei nach Hellmitzheim zur Staatsstraße 2418 (1,3 km östlich) bzw. nach Mönchsondheim zur Kreisstraße KT 1 verläuft (2 km westlich).

## Geschichte
Die Mühle erhielt ihren Namen von der Lage am Kirchbach. Sie liegt weiter bachabwärts von Hellmitzheim entfernt. Erstmals erwähnt wurde die Mühle im Jahr 1686. Damals beschrieb man Felder „bey der Untern mühl“. Im 18. Jahrhundert wurde die Anlage neuerlich erwähnt. So erhielt sie vor 1723 den Namen „Gemeinsmühl“. Allerdings handelte es sich hierbei um einen Irrtum, denn die Mühle der Gemeinde war die Obere Dorfmühle. Im Jahr 1833 wurde sie dann als „die untere oder Plankenmühle“ bezeichnet. Die Familie Plank erhielt im Jahr 1799 die Mühle, als Georg Willfahrt sie verkaufte. 1834 gehörte der Witwe Anna Maria Plank die Getreidemühle. 1864 wurde die Anlage wiederum „untere Mühle“ genannt. Die Enkelin der Anna Maria Plank heiratete im 19. Jahrhundert einen Müller Gößwein, woraufhin der Name im Sprachgebrauch wieder wechselte. Im 20. Jahrhundert wurde die Mühle zeitweise nach dem damaligen Besitzer Vöttinger genannt.
Mit dem Gemeindeedikt (frühes 19. Jahrhundert) wurde Untere Mühle dem Steuerdistrikt Hellmitzheim und der Ruralgemeinde Hellmitzheim zugeordnet. Im Zuge der Gebietsreform in Bayern wurde Untere Mühle am 1. Januar 1972 nach Iphofen eingegliedert.

### Baudenkmal
Die alte Mühle hat sich heute noch weitgehend erhalten. Sie wird vom Bayerischen Landesamt für Denkmalpflege als Baudenkmal eingeordnet. Den Mittelpunkt der Anlage bildet das Mühlenhaus. Es handelt sich um einen zweigeschossigen Mansardhalbwalmdachbau. Das Bruchsteinmauerwerk wurde verputzt und ein Fachwerkgiebel angebracht. Die Mühle entstand im Jahr 1789. Ein Nebengebäude ist dem 18. bzw. 19. Jahrhundert zuzurechnen.

### Einwohnerentwicklung
| Jahr      | 1818  | 1840   | 1861   | 1871   | 1885   | 1900   | 1925   | 1950   | 1961   | 1970   | 1987  |
| Einwohner |       | 9      | *      | 7      | 6      | 6      | 6      | 4      | 3      | 2      | 1     |
| Häuser    | 1     | 1      |        |        | 1      | 1      | 1      | 1      | 1      |        | 1     |
| Quelle    | [ 7 ] | [ 11 ] | [ 12 ] | [ 13 ] | [ 14 ] | [ 15 ] | [ 16 ] | [ 17 ] | [ 18 ] | [ 19 ] | [ 1 ] |

## Religion
Untere Mühle ist evangelisch-lutherisch geprägt und bis heute nach Hellmitzheim gepfarrt.